# Kirby Air Riders
Kirby Air Riders (カービィのエアライダー, Kābī no Ea Raidā) est un jeu vidéo de course développé par Bandai Namco Entertainment et Sora Ltd. et édité par Nintendo, prévu pour le 20 novembre 2025 sur Nintendo Switch 2. Jeu dérivé de la série Kirby, il fait suite à Kirby Air Ride, sorti en 2003 sur GameCube. Il est lui aussi réalisé par le créateur de la série, Masahiro Sakurai.

## Développement
Kirby Air Riders est annoncé lors du Nintendo Direct de présentation de la Nintendo Switch 2, le 2 avril 2025. Un Nintendo Direct d'environ 45 minutes dédié au jeu est diffusé le 19 août 2025.